# Wim van Velzen (ur. 1943)
Wim van Velzen, właśc. Wilhelmus Gijsbertus van Velzen (ur. 15 stycznia 1943 w Rotterdamie) – holenderski polityk, działacz katolicki, nauczyciel, deputowany do Parlamentu Europejskiego (1994–2004).

## Życiorys
Kształcił się na Katolickim Uniwersytecie w Nijmegen. Działał w Katolickiej Partii Ludowej, w 1980 przystąpił do Apelu Chrześcijańsko-Demokratycznego (CDA). Pracował w szkole w Nijmegen, następnie od 1972 do 1986 w katolickim centrum pedagogicznym w ’s-Hertogenbosch, dochodząc do stanowiska dyrektora. Później przez rok pełnił funkcję zastępcy dyrektora generalnego w ministerstwie edukacji.
Od 1987 do 1995 sprawował mandat senatora do Eerste Kamer, wyższej izby Stanów Generalnych. W 1994 i 1999 z ramienia CDA uzyskiwał mandat posła do Parlamentu Europejskiego IV i V kadencji. Należał do grupy chadeckiej (od 1999 jako jej wiceprzewodniczący), pracował m.in. w Komisji Przemysłu, Handlu Zewnętrznego, Badań Naukowych i Energii. W PE zasiadał do 2004.
Obejmował szereg funkcji społecznych, był m.in. wiceprzewodniczącym Europejskiej Partii Ludowej (1991–2006). Współtworzył firmę konsultingową, zajmującą się doradztwem w sprawach instytucji europejskich.

## Odznaczenia
- Krzyż Komandorski Orderu Zasługi Rzeczypospolitej Polskiej (Polska, 1997)[2]
- Order Księcia Branimira (Chorwacja, 2006)[3]